# آرکادیا ۱۰۲۰
سیارک ۱۰۲۰ (به انگلیسی: 1020 Arcadia، نامگذاری:1924QV) هزار و بیستمین سیارک کشف شده‌است که در ۷ مارس ۱۹۲۴ و در هایدلبرگ کشف شد.
قدر مطلق سیارک برابر ۱۱٫۹۰ است.